# Florent Van Cauwenbergh
Pour les articles homonymes, voir Cauwenbergh.
Florentinus (Florent) Augustus Van Cauwenbergh, né le 10 novembre 1841 à Lierre et mort le 16 septembre 1923  dans la même ville est un homme politique belge, membre du parti catholique.

## Biographie
Van Cauwenbergh fut docteur en droit (KUL, 1863), avocat, bâtonnier à Malines (1883-84; 1886-87), et notaire (1886-1911).
Il fut élu conseiller communal et bourgmestre de Lierre (1872-1911); conseiller provincial (1870-94) et président (1889-94) de la province d'Anvers; député de Malines (1894-1921) et sénateur coopté (1921-1923).

## Généalogie
- Il fut le fils de Joannes, notaire (1783-1851) et Theresia Torfs.
- Il épousa en 1875 Maria Criquillion (1850-);
  - Ils eurent deux fils: Joseph (1880-1954) et Stephaan, prélat et professeur (1890-1964).

## Sources
- Bio sur ODIS